# Lophuromys luteogaster
Lophuromys luteogaster — вид гризунів родини мишевих (Muridae). Вид зареєстровано в Демократичній Республіці Конго, Руанді та Уганді. Живе в первинних і вторинних рівнинних лісах, а також на культурних ділянках на висотах 700–1000 м н.р.м. Цей вид є комахоїдним. Попри те, що вид вважається рідкісним, схоже, що немає серйозних загроз для популяції, і він класифікується як найменш занепокоєний МСОП.